# Nant Gwylan
Nant Gwylan is een kleine rivier die onder meer door Llangyllo, Ceredigion, Wales stroomt. De rivier heeft een lengte van 2,57 kilometer, ontspringt in de buurt van het plaatsje Penrhiw-pâl en mondt zuidwaarts uit op de rivier Afom Cynllo.
De brug bij Aberbanc, Llandyfriog uit 1857 is een beschermd monument.